# 14572 Armando
A 14572 Armando (ideiglenes jelöléssel 1998 QX54) a Naprendszer kisbolygóövében található aszteroida. A LONEOS projekt keretében fedezték fel 1998. augusztus 27-én.